# 貝爾岩
貝爾岩（英語：Bare Rock），是南極洲的岩石，位於南奧克尼群島的西格尼島，處於貝恩特森角東北面0.2公里的博爾赫灣入口處，在1927年由英國研究隊繪入地圖和命名，現時由南極條約體系管理。